# (400402) 2008 AP111
(400402) 2008 AP111 es un asteroide perteneciente al cinturón de asteroides, región del sistema solar que se encuentra entre las órbitas de Marte y Júpiter, descubierto el 15 de enero de 2008 por el equipo del Spacewatch desde el Observatorio Nacional de Kitt Peak, Arizona, Estados Unidos.

## Designación y nombre
Designado provisionalmente como 2008 AP111. 

## Características orbitales
2008 AP111 está situado a una distancia media del Sol de 2,665 ua, pudiendo alejarse hasta 2,876 ua y acercarse hasta 2,454 ua. Su excentricidad es 0,079 y la inclinación orbital 8,304 grados. Emplea 1589,64 días en completar una órbita alrededor del Sol.

## Características físicas
La magnitud absoluta de 2008 AP111 es 16,4. 